# Zoilo II
Zoilo II (in greco antico: Ζωΐλος Σωτήρ?, Zōḯlos Sōtḗr; kharoshthi: Jhoilasa; fl. 55 a.C.-35 a.C. circa) è stato un re indo-greco che regnò sul Punjab orientale, nel moderno Pakistan settentrionale; potrebbe essere stato un successore o un vassallo di re Menandro II.
È conosciuto principalmente attraverso i ritrovamenti numismatici.

## Monetazione
Per Zoilo sono attestati tre tipi di monete: "Re di profilo, con Atena e tridente", "Apollo con tripode e piccolo elefante", "Elefante e tripode".

Re di profilo, con Atena e tridente
Apollo con tripode e piccolo elefante
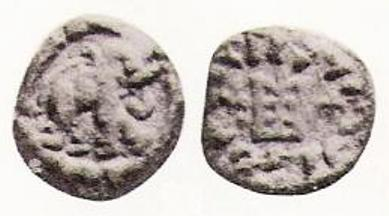
Elefante e tripode

Molti dei segni di zecca (monogrammi) sulle monete di Zoilo II sono in kharoshthi, indizio che vennero incise da coniatori indiani. Questa è una caratteristica di molti re indo-greci del Punjab orientale, come Stratone I, Apollodoto II, talvolta anche di Apollofane e Dionisio; inoltre, alcuni monogrammi sono uguali sulle monete di re differenti, suggerendo che il coniatore o la zecca furono gli stessi. I monogrammi in kharoshthi sono le lettere 'sti', 'ji', 'ra', 'ga', 'gri', 'ha', 'stri', 'ri', 'bu', 'a', 'di', 'stra' e 'śi'. Le monete dei tipi "Apollo con tripode e piccolo elefante" e "Elefante e tripode" riportano solo monogrammi kharoshthi, mentre le monete con ritratto di Zoili hanno di solito legende biligui, in greco e kharoshthi.
Le monete di Zoilo II sono state trovate nei tesoretti del Satlej e del Sialkot, come pure nei tesoretti del Punjab ritrovati a oriente del Jhelum. Alcune monete di Zoilo sono state ritrovate sotto le fondamenta delle stupa del I secolo a.C. nel monastero di Dharmarajika, nei pressi di Taxila. Due monete di Zoilo sono state trovate nel tesoretto di Bara, nei pressi di Peshawar, assieme a monete dei re indo-sciti Azes I, Azilises e Azes II.